# Đặng Xuân Đào
Đặng Xuân Đào (sinh ngày 10 tháng 9 năm 1955) là một thẩm phán người Việt Nam. Ông hiện là thẩm phán Tòa án nhân dân tối cao Việt Nam, thành viên Hội đồng Thẩm phán Tòa án nhân dân tối cao, Chánh tòa Tòa kinh tế Tòa án nhân dân tối cao Việt Nam.

## Xuất thân
Ông sinh ngày 10 tháng 9 năm 1955, quê quán ở xã Thanh Hà, huyện Thanh Chương, tỉnh Nghệ An, người dân tộc Kinh.

## Giáo dục
Ông có học vị Thạc sĩ Luật.

## Sự nghiệp
Sáng ngày 26 tháng 6 năm 2015, Quốc hội Việt Nam khóa 13 đã phê chuẩn đề nghị của Chánh án Tòa án nhân dân tối cao Trương Hòa Bình bổ nhiệm ông làm Thẩm phán Tòa án nhân dân tối cao với tỉ lệ 76,92% (471 phiếu hợp lệ – 1 phiếu không hợp lệ; 380 phiếu đồng ý – 91 phiếu không đồng ý).
Ông hiện giữ các chức vụ: thành viên Hội đồng Thẩm phán Tòa án nhân dân tối cao, chính tòa Tòa kinh tế Tòa án nhân dân tối cao Việt Nam.